# Mirabel (Tarn-et-Garonne)
Mirabel település Franciaországban, Tarn-et-Garonne megyében. Lakosainak száma 1042 fő (2022. január 1.). Mirabel Albias, L’Honor-de-Cos, Molières, Puycornet, Réalville és Saint-Vincent-d'Autéjac községekkel határos.

## Népesség
A település népessége az elmúlt években az alábbi módon változott:
| Lakosok száma | 1013 | 1021 | 1047 | 1036 | 1037 | 1037 | 1036 | 1039 | 1042 |
|               | 2013 | 2015 | 2016 | 2017 | 2018 | 2019 | 2020 | 2021 | 2022 |